# 吏党
吏党（りとう）とは、明治時代中期の初期帝国議会における政府寄りの姿勢を示した政党のこと。ただし、本来は自由民権運動を継承する民党側からの蔑称であり、政府・マスコミおよび当事者達は温和派（おんわは）と呼称していた。

## 概要
帝国議会の開設に合わせて、旧自由民権運動諸派の間で大同団結運動が発生すると、同運動に反対する保守的な議員達もこれに対抗するために結集を果たすようになる。その代表が第1回衆議院議員総選挙直後に設立された大成会である。彼らは直ちに親政府というわけではなかった（たとえば、政府の言論弾圧に対しては民党と協調して反対している）が、自由民権運動・大同団結運動に対して対峙するという立場では共通しており、結果論として政府と協調する路線を選ぶことになった。これに対して自由民権運動の担い手であった立憲自由党・立憲改進党側は彼らを非難する意味を込めて「吏党」と呼んだのが始まりとされている（なお、幸徳秋水はこの言葉を用いた最初の人物は中江兆民であるとする説を唱えている）。
大成会はほどなく解散したものの、その後、中央交渉部に引き継がれ、さらに1892年に佐々友房が品川弥二郎を盟主として国民協会を結成することによって同党を中心とする吏党の枠組みが完成した。ところが、国民協会の中で国粋主義者の占める割合が強くなると、次第に政府との関係は悪化し、とくに第2次伊藤内閣期に入ると、民党の中核であった自由党が政府と接近して共同歩調をとる一方で、逆に国民協会が同内閣が進める条約改正を批判して立憲改進党と共同して硬六派を組織するなど、吏党・民党がそれぞれ「親政府」・「反政府」を意味するものではなくなっていった。そのため、次第にこれに代わって「与党」・「野党」という言葉が用いられるようになっていく。とくに国民協会が帝国党に衣替えした際に、一部がこれに従わずに分裂して自由党の後継政党である憲政党や藩閥官僚（伊藤博文系）とともに立憲政友会を結成したことによって、政友会とその反対党という構図へと変化を見せ、「吏党」・「民党」という言葉は完全に意味を成さないものになっていった。やがて、反政友会各党も枠組みを越えて立憲同志会、さらに憲政会に結集されていくことになり、ここに至って「吏党」・「民党」という言葉は完全に過去のものとなったのである。